# 德米特里·瓦季莫维奇·库兹涅佐夫
德米特里·瓦季莫维奇·库兹涅佐夫（羅馬化：Dmitriy Vadimovich Kuznetsov；1975年3月5日—）是俄罗斯政治人物，第八届国家杜马代表。
1997年，库兹涅佐夫毕业于莫斯科国立大学。 1997年至2015年，他从事营销工作，并在演艺界担任制片人。他还曾在尤里·艾津什皮斯创立的Media Star公司工作。2019年6月加入全俄人民阵线。2020年，库兹涅佐夫被任命为由作家扎哈尔·普里列平发起的“真理党”中央委员会书记。2021年，该党与公正俄罗斯党和俄罗斯爱国者党合并。2021年10月起担任第八届国家杜马代表。
2022年俄罗斯入侵乌克兰后，库兹涅佐夫宣布该党计划在赫尔松和卢甘斯克开设分支机构。他在采访中还提到，俄罗斯需要“自我清洁”。